# Станиславс Пихоцкис
Станиславс Пихоцкис е латвийски футболист, защитник, който играе за ПФК Черно море (Варна). Роден е на 9 август 1988 г. Висок е 182 см и тежи 78 кг. Юноша на ФК Рига.
Станиславс Пихоцкис дебютира за мъжкия тим на ФК Рига през месец февруари 2008 г. С този клуб през лятото на същата година играе в турнира Интертото. През сезон'2008 в латвийското първенство Пихоцкис записва 11 мача, играейки по десния фланг на отбраната. През декември'2008 старши треньорът на Черно море Никола Спасов го кани на двуседмичен пробен период. Спасов остава доволен от качествата на латвийския бранител и на 28 януари 2009 г. подписва договор за 3 години с ПФК Черно море (Варна)